# Bùi Thúy
Bùi Thúy (tiếng Trung: 裴邃; bính âm: Péi Suì, ? – 525), tự Uyên Minh (淵明), người Văn Hỷ, Hà Đông , tướng lĩnh nhà Lương trong lịch sử Trung Quốc, đương thời đánh giá ngang hàng với danh tướng Vi Duệ.

## Sự nghiệp

### Cuối Tề sang bắc, đầu Lương về nam
Ông là hậu duệ của Ký châu thứ sử Bùi Huy của nhà Tào Ngụy. Ông nội là Bùi Thọ Tôn, dời nhà đến Thọ Dương, làm Tiền quân trưởng sử cho Lưu Tống Vũ đế Lưu Dụ. Cha là Bùi Trọng Mục, làm Kiêu kỵ tướng quân.
Ông lên 10 đã có thể làm văn thành thục, thích đọc "Tả truyện". Nam Tề Đông Hôn hầu lên ngôi, Thủy An vương Tiêu Diêu Quang làm Dương châu thứ sử, đưa Thúy lên làm tham quân. Diêu Quang bị đế giết, ông về Thọ Dương. Gặp lúc thứ sử Bùi Thúc Nghiệp dâng Thọ Dương hàng Bắc Ngụy, Thúy theo quân đi sang miền bắc, được Bắc Ngụy Tuyên Vũ đế trọng dụng. Ông làm Ngụy Quận thái thú, cố xin theo Vương Túc đi trấn thủ Thọ Dương, ngầm tìm cách về nam.
Đầu những năm Thiên Giám (502 - 519) nhà Lương, Thúy bỏ trốn về nam, được ban chức Hậu quân tư nghị tham quân. Ông xin ra biên cảnh làm việc, được nhiệm chức Lư Giang thái thú.
Năm thứ 5 (506), Thúy tham gia giải vây cho Chung Li, đại phá quân Bắc Ngụy ở Thiệu Dương Châu. Nhờ công được phong Di Lăng huyện tử.

### Làm Thủy thứ ba, khai khẩn đồn điền
Thúy được thăng làm Quảng Lăng thái thú, cùng người địa phương vào miếu của Ngụy Vũ đế (tức Tào Tháo), nhân đó bàn luận công nghiệp đế vương. Cháu bên vợ của ông là Vương Triện Chi mật khải Lương Vũ đế rằng: "Bùi Thúy nhiều lần đại ngôn, không muốn làm bề tôi!" do đó bị giáng làm Thủy An thái thú. Chí của ông là lập công biên thùy, không chịu nhàn rỗi, bèn gởi thư cho Lữ Tăng Trân rằng: "Trước Nguyễn Hàm, Nhan Duyên là hai Thủy, tôi không bằng người xưa, nay là Thủy thứ ba, đều không phải là ước nguyện của chúng tôi, biết làm thế nào?" 
Sau làm Cánh Lăng thái thú, khai khẩn đồn điền, công tư đều lợi. Thúy được thăng làm Tây Nhung hiệu úy, Bắc Lương, Tần 2 châu thứ sử, lập thêm mấy ngàn đồn điền, thóc lúa đầy kho, triều đình dừng việc chu cấp cho biên cương, dân chúng được nhờ. Bộ tướng tặng hơn ngàn xúc lụa, Thúy nhẹ nhàng nói: "Bọn ngươi không nên làm vậy, tôi lại không thể trả lại." rồi thu lấy 2 xúc mà thôi. Được về triều làm Đại tượng khanh.

### Giành lại Nghĩa Châu, vây khốn Thọ Dương
Năm Phổ Thông thứ 2 (521), Nghĩa châu thứ sử Văn Tăng Minh dâng châu hàng Bắc Ngụy, quân Ngụy đến giúp, triều đình lấy Thúy làm Tín vũ tướng quân, đốc các cánh quân đi dẹp. Thúy xâm nhập đất Ngụy, bất ngờ tấn công, đánh bại Nghĩa Châu thứ sử Phong Thọ của Ngụy, bao vây ông ta ở thành Đàn Công Hiện. Thọ xin hàng, Nghĩa Châu bình xong. Được ban chức Dự Châu thứ sử, gia Đốc, trấn Hợp Phì.
Năm thứ 4 (523), nhà Lương tiến hành bắc phạt. Lấy Thúy làm Đốc chinh thảo chư quân sự, trước tiên tập kích Thọ Dương, tấn công quách ngoài, chặt cửa mà vào, một ngày đánh nhau 9 hiệp. Thái Tú Thành cầm hậu quân bị lạc đường không đến, ông thấy không có tiếp viện nên muốn nhổ trại lui về. Vì thế chỉnh đốn quân đội, tập hợp sĩ tốt, lệnh chư tướng dùng các thứ trang phục khác màu để phân biệt. Thúy tự khoác áo vàng, tiến đánh nhổ được Địch Khâu, Bích Thành, Lê Tương, rồi phá được các thú An Thành, Mã Đầu, Sa Lăng.
Năm sau (524), ông đánh phá đến khoảng Nhữ, Toánh thì lui về Thọ Dương. Tướng giữ thành là Trưởng Tôn Thừa Nghiệp, Hà Gian vương Nguyên Sâm ra thành khiêu chiến, Thúy ngắm sông Hoài than rằng: "Ngày nay không phá được Hà Gian, đáng bị Tạ Huyền chê cười!" bèn bày trận "Tứ Chân" (mai phục 4 phía: trái, phải, trước, sau) để đợi quân Ngụy. Lệnh cho Trực các tướng quân Lý Tổ Liên vờ chạy để dẫn dụ Thừa Nghiệp, bọn Thừa Nghiệp dốc quân đuổi theo, mai phục nổi dậy, quân Ngụy đại bại, bị chém hơn vạn thủ cấp. Thừa Nghiệp chạy về, đóng cửa không dám ra nữa.
Thúy phát bệnh trong quân, lệnh cho bộ hạ chuẩn bị, nếu có chuyện sẽ đưa tang về Hợp Phì. Ít lâu sau thì mất, được tặng Thị trung, Tả vệ tướng quân, tiến tước làm hầu, thụy là Liệt. Con là Chi Lễ kế tự.

## Đánh giá
Thúy tính thâm trầm lại có mưu lược, thi hành chánh sự khoan dung nhưng rõ ràng, nên được lòng quan dân. Khi ông nắm quyền, rất có uy vọng, văn võ bộ hạ kiêng dè, ít người dám phạm pháp. Khi mất, người ở khoảng Hoài, Phì không ai không rơi nước mắt, cho rằng nếu Thúy không chết, sẽ khai khẩn thêm nhiều đất đai nữa.